# Strelitzia
Strelitzia, llamado popularmente ave del paraíso o flor del paraíso entre otros nombres, es un género con 5 especies reconocidas perteneciente a la familia Strelitziaceae. Es nativo de Sudáfrica. Se cultiva ampliamente para su uso como flor cortada, en especial S. reginae.

## Descripción
Son plantas herbáceas rizomatosas con un hábito de crecimiento en mata, sin fuste. Posee hojas grandes de textura coriácea, parecidas a las del banano, pero con peciolos más largos. La inflorescencia surge entre las hojas, es una espata horizontal de color púrpura en forma de barquillo donde se encuentran las tres flores que abren en sucesión. Estas tienen sépalos petaloideos y 3 pétalos soldados con 5 estambres lineales adheridos a ellos. En S. originalmente las flores son de color amarillo anaranjado; en S. alba y S. nicolai blancas o azuladas. Los frutos contienen de 1 a 6 semillas cada uno.Son polinizadas por aves de la familia Nectariniidae.

## Especies
- Strelitzia alba en floraciónStrelitzia alba
- Strelitzia caudata
- Strelitzia juncea
- Strelitzia nicolai

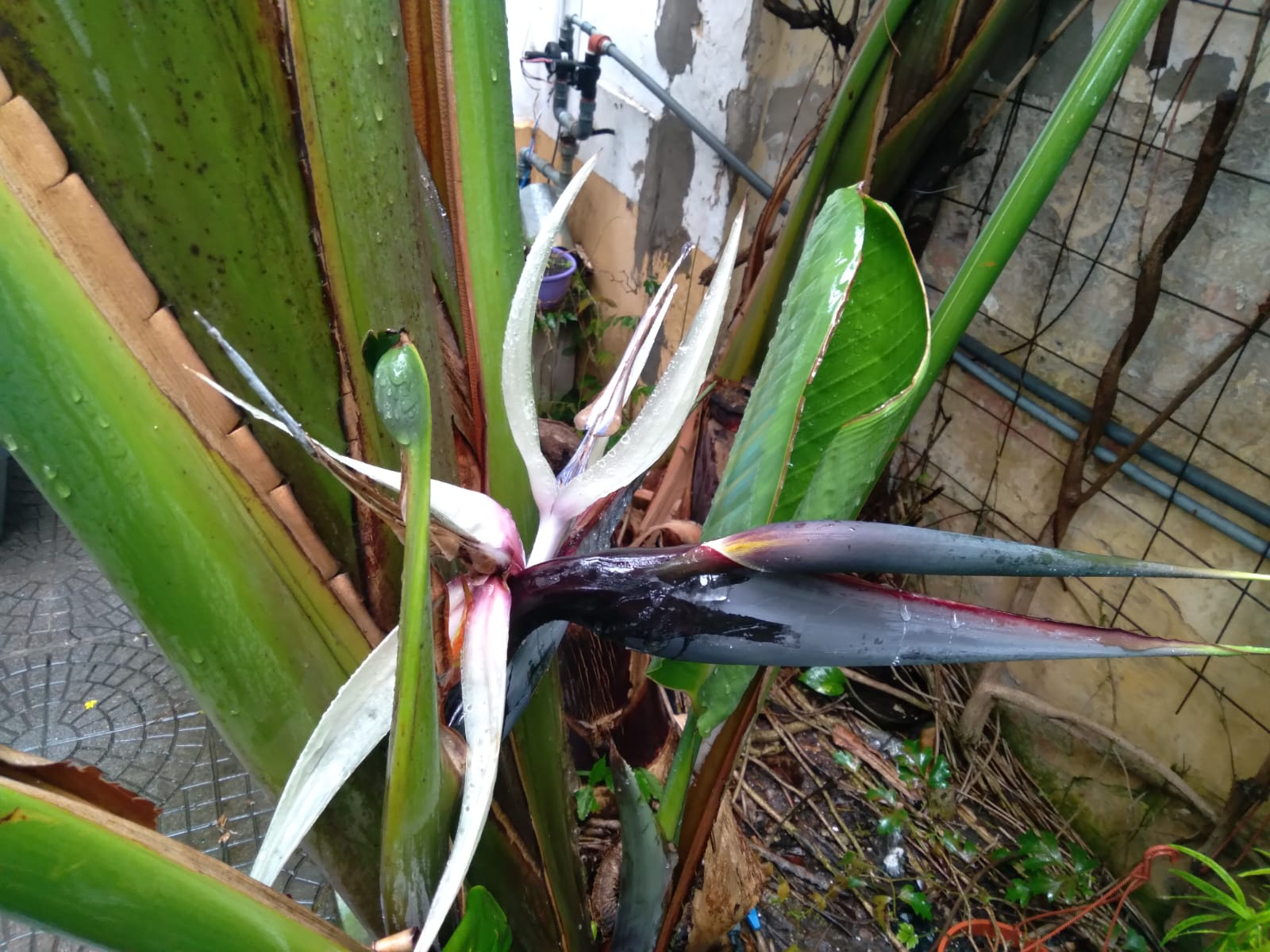
Strelitzia alba en floración

- Strelitzia reginae (Strelitzia angustifolia) es la más conocida del género.